# Lindy Cochran
Linda Lorraine „Lindy“ Cochran (* 10. Juli 1953 in Richmond, Vermont) ist eine ehemalige US-amerikanische Skirennläuferin. Sie ist die Jüngste der legendären Cochran-Geschwister, die von Ende der 1960er bis Mitte der 1970er Jahre den US-amerikanischen Skisport bestimmten. Ebenso wie ihre älteren Geschwister Marilyn, Barbara und Bob wurde sie von ihren skibegeisterten Eltern in dem familieneigenen Skiresort im nördlichen Vermont zu einer Weltklasseskiläuferin trainiert.
Cochran stieß 1970 zur US-amerikanischen Skinationalmannschaft. Zu diesem Zeitpunkt hatten ihre drei Geschwister alle bereits internationale Erfolge gefeiert. Lindy Cochran holte 1973 ihren ersten bedeutenden Titel, als sie US-Meisterin im Slalom wurde. Ein knappes Jahr später erreichte sie mit dem zweiten Platz im Slalom von Les Gets die beste Weltcupplatzierung ihrer Karriere.
Zu ihrem erfolgreichsten Jahr wurde die Saison 1975/76, als sie im Riesenslalom ihren zweiten US-amerikanischen Meistertitel holte und mit einem sechsten Platz im Slalom bestplatzierte Läuferin des US-Skiverbandes bei den Olympischen Winterspielen in Innsbruck war.
1978 trat Lindy Cochran aus der Nationalmannschaft zurück und startete noch bis 1981 für das Skiteam der University of Vermont. Heute lebt sie zusammen mit ihrem Mann Steve Kelley in Starksboro (Vermont) und arbeitet als Skilehrerin. Ihre Tochter Jessica Kelley sowie ihre Söhne Tim Kelley und Robby Kelley wurden ebenfalls Skirennläufer.